# Cold Fear
Cold Fear es un videojuego de acción de disparos en tercera persona perteneciente al subgénero de terror y supervivencia diseñado por Darkworks y publicado por Ubisoft. Se lanzó al mercado norteamericano el 15 de marzo de 2005.
En 2006 fue anunciado que una película está también en producción con un lanzamiento previsto para el 2008 sin embargo ésta fue cancelada.

## Historia
En Cold Fear el jugador desempeña el rol de Tom Hansen, el marinero de un guardacostas norteamericano que ha sido enviado para investigar un misterioso ballenero ruso en el estrecho de Bering. Como Hansen, el jugador descubre que el barco es ocupado por soldados rusos hostiles y por criaturas extrañas que utilizan seres humanos y otras formas de vida como anfitriones, para alimentarse y para utilizar como protección contra el ambiente. Estos parásitos son una amenaza para Hansen. Este investiga el misterio de la nave y de su carga mortal.

## El juego
Cold fear es un juego similar a otros de su género, sin embargo, se suele comentar que sus mecánicas son más innovadoras que en otros survival, como su contemporáneo Resident Evil 4. En Cold fear, los jugadores pueden observar las escenas desde un ángulo de cámara fotográfica montada en el hombro, como en Resident Evil 4. A diferencia de este, el jugador puede moverse mientras apunta con un arma. 
El juego emplea muchas táctica de susto. Por ejemplo, al abrir una puerta, una criatura puede saltar hacia el jugador, o mientras que habla a un PNJ, una criatura puede estallar fuera de su pecho. Se emplea una barra de resistencia física, que disminuye mientras el jugador hace ciertas acciones.
Las condiciones en la cubierta de la nave pueden cambiar. Puesto que el juego ocurre en el medio del océano durante una gran tormenta, hay grandes movimientos del buque, que se menea hacia arriba y abajo. El buque de carga se moverá continuamente hacia la izquierda y derecha mientras que Hansen camina por la cubierta, haciendo más difícil apuntar y caminar en línea recta. A veces, la nave oscila tanto, que Hansen puede caer al agua o no puede apuntar correctamente. Hay también muchos peligros en el entorno, alambres eléctricos y cajones enganchados con cuerdas, que también son afectadas por el sacudir de la nave, y puede estrellarse fácilmente contra el jugador si no tiene cuidado. Los peligros en el entorno se pueden también utilizar contra enemigos.

## Acogida
Se le criticaron los ambientes genéricos y derivados y una débil inteligencia artificial.
Los críticos elogiaron sus controles como mucho mejores que los que tienen otros juegos de Horror de supervivencia.

## Armas
- Pistola
- Kalashnikov
- Arpón experimental
- Escopeta
- Lanzagranadas
- Lanzallamas
- Heckler & Koch MP5

## Película
Las productoras Avatar Films y Sekretagent productions están negociando la adquisición de los derechos del juego publicado por Ubisoft. Estos quieren un director que prefiera desarrollar historias antes que elegir un estudio que la haga. Al parecer hay un nombre implicado al proyecto, Zach Goldsmith. Según IMDb es un actor que hace voces de personajes para algunos videojuegos como Call of Duty 2. Lamentablemente la película fue cancelada.